# 拉埃斯梅拉達 (委內瑞拉)

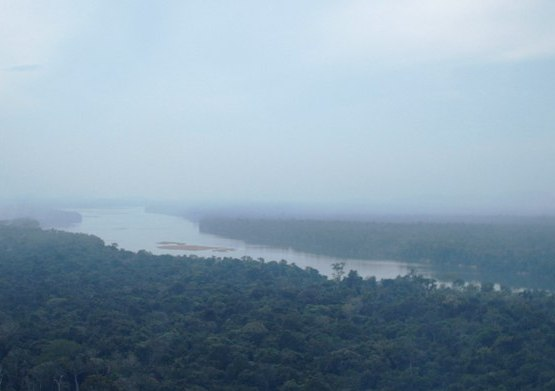

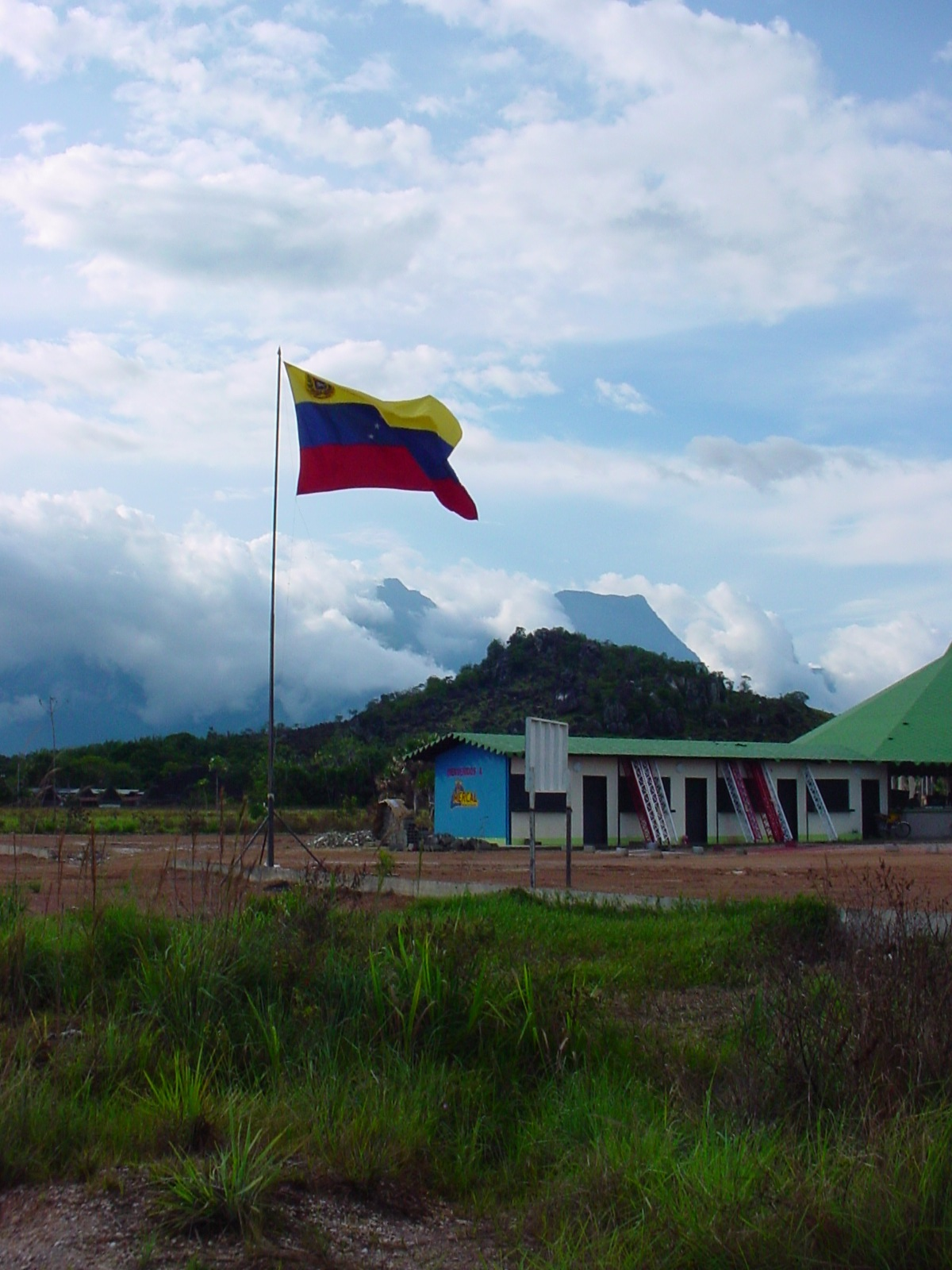

3°10′26″N 65°32′48″W / 3.17389°N 65.54667°W
拉埃斯梅拉達（西班牙語：La Esmeralda），是委內瑞拉的城鎮，位於該國南部亞馬遜州，是上奧林科市的首府，處於奧里諾科河畔，始建於1758年，海拔高度225米，該鎮設有機場和港口。